# Адміністрація Панамського каналу
Адміністрація Панамського каналу (ісп. Autoridad del Canal de Panamá; АПК) — агентство уряду Панами, відповідальне за експлуатацію та управління Панамським каналом. АПК перебрала на себе управління каналом від Комісії Панамського каналу, спільного американо-панамського агентства, яке управляло каналом до моменту, поки той не був переданий від США до Панами відповідно до договору Торріхоса–Картера. Штаб-квартира адміністрації знаходиться в Бальбоа, районі Панама-Сіті.

## Організація
Адміністрація Панамського каналу створена відповідно до Розділу XIV Національної Конституції і несе виключну відповідальність за експлуатацію, адміністрування, управління, збереження, технічне обслуговування та модернізацію каналу. Вона відповідає за безпечну, безперервну, ефективну та прибуткову експлуатацію каналу.
Завдяки своїй унікальній природі, АПК має фінансову автономію, а також право власності на активи каналу. Рада директорів відповідає за розробку політики щодо експлуатації, вдосконалення та модернізації каналу, а також за нагляд за його управлінням відповідно до Конституції країни, закону Про управління Панамським каналом та підзаконних актів, що його стосуються.
Рада директорів складається з наступних осіб:
- Один директор, призначений президентом республіки, який очолює Раду директорів і має ранг державного міністра у справах каналу.
- Один директор, призначений законодавчою гілкою влади, який може вільно призначатися і звільнятися нею.
- Дев'ять директорів призначаються президентом республіки за згодою Кабінету міністрів і ратифікації абсолютною більшістю членів законодавчих зборів.

Директори обіймають свої посади протягом дев'яти років і можуть бути звільнені лише з причин, викладених у статті 20 закону Про управління Панамським каналом. Рада директорів відповідає за розробку політики щодо експлуатації, вдосконалення та модернізації каналу, а також за нагляд за його управлінням.
Панамський канал визначений законом як невід'ємне надбання Республіки Панама, тому він не може бути проданий, переуступлений, закладений або іншим чином обтяжений чи переданий.